# Takamisakari Seiken
Takamisakari Seiken (高見盛 精彦 en japonés), nacido como Seiken Katō (加藤　精彦 en japonés) en Aomori, Japón, cuyo apodo es Takamisakari (o Robocop, por su forma de moverse y luchar), es un histriónico luchador surgido del sumo universitario japonés. El rango más alto que ha ostentado es el de komusubi.
En enero de 2013 anunció su retirada definitiva del sumo.

## Carrera
Katō comenzó su carrera del sumo como makushita tsukedashi en marzo de 1999, luchando con su propio nombre. Alcanzó el jūryō, la segunda división más alta, en enero del 2000, año en que decidió comenzar a usar el sobrenombre de Takamisakari. 
Tres torneos más adelante, en julio del mismo año, lo promovieron a la división superior del makuuchi. En septiembre actuaba como tsuyuharai (asistente honorario) pero se lesionó en el tercer día de ese torneo. 
Por esa lesión, debió ausentarse de los dos torneos siguientes, por lo que bajó de categoría hasta la de makushita. Estuvo de baja hasta marzo de 2002, para trabajar en silencio pero con denuedo su reingreso con garantías en la división del makuuchi, y en septiembre alcanzó el grado de komusubi, el rango más alto hasta la fecha. Estuvo en ese grado un solo torneo, cayendo de nuevo a maegashira en noviembre. Volvió a alcanzar otra vez el grado de komusubi, aunque después estuvo como maegashira en los tres años posteriores.
Takamisakari es un luchador enormemente popular. Una de las características que lo hacen particularmente conocido es la forma excéntrica de animarse antes de los combates, y las llamativas expansiones emocionales después de una victoria o una derrota, que contrastan con la impasible actitud de sus contendientes en las mismas situaciones.

### Historial
| Año (Honbasho) | Hatsu Basho (enero) (ciudad de Tokio) | Haru Basho (marzo) (ciudad de Osaka)      | Natsu Basho (mayo) (ciudad de Tokio) | Nagoya Basho (julio) (ciudad de Nagoya) | Aki Basho (septiembre) (ciudad de Tokio) | Kyushu Basho (noviembre) (ciudad de Fukuoka) | Victorias / Derrotas / Ausencias |
| 1999           | ─                                     | Makushita Tsukedashi 60 Hatsu Dohyō 6 - 1 | Makushita 32 Oeste 6 - 1             | Makushita 13 Oeste 6 - 1                | Makushita 3 Oeste 4 - 3                  | Makushita 2 Oeste 6 - 1                      | 28 - 7                           |
| 2000           | Jūryō 12 Este 7 - 8                   | Jūryō 13 Este 11 - 4                      | Jūryō 3 Oeste 11 - 4                 | Maegashira 11 Este 10 - 5               | Maegashira 7 Oeste 1 - 3 - 11            | Juryo 2 Este 0 - 0 - 15                      | 40 - 24 - 26                     |
| 2001           | Jūryō 2 Este 0 - 0 - 15               | Makushita 1 Este 2 - 5                    | Makushita 10 Oeste 5 - 1             | Makushita 3 Oeste 4 - 3                 | Makushita 2 Este 4 - 3                   | Jūryō 12 Oeste 10 - 5                        | 25 - 17 - 15                     |
| 2002           | Jūryō 5 Oeste 12 - 3                  | Maegashira 13 Este 9 - 6                  | Maegashira 6 Oeste 8 - 7             | Maegashira 2 Este 9 - 6                 | Komusubi 1 Este 4 - 11                   | Maegashira 4 Este 5 - 10                     | 47 - 43                          |
| 2003           | Maegashira 9 Este 10 - 5              | Maegashira 2 Oeste 8 - 7                  | Maegashira 1 Oeste 6 - 9             | Maegashira 3 Oeste 9 - 6                | Maegashira 1 Este 9 - 6                  | Komusubi 1 Este 5 - 10                       | 47 - 43                          |
| 2004           | Maegashira 3 Este 4 - 11              | Maegashira 8 Este 8 - 7                   | Maegashira 4 Oeste 6 - 9             | Maegashira 7 Oeste 8 - 7                | Maegashira 7 Este 7 - 8                  | Maegashira 7 Oeste 8 - 7                     | 41 - 49                          |
| 2005           | Maegashira 5 Oeste 6 - 9              | Maegashira 8 Oeste 9 - 6                  | Maegashira 7 Este 5 - 10             | Maegashira 11 Oeste 10 - 5              | Maegashira 5 Este 5 - 10                 | Maegashira 9 Este 7 - 8                      | 42 - 48                          |
| 2006           | Maegashira 10 Este 7 - 8              | Maegashira 11 Oeste 7 - 8                 | Maegashira 12 Este 8 - 7             | Maegashira 8 Oeste 7 - 8                | Maegashira 9 Este 7 - 8                  | Maegashira 9 Este 10 - 5                     | 46 - 44                          |
| 2007           | Maegashira 5 Este 7 - 8               | Maegashira 6 Este 7 - 8                   | Maegashira 7 Este 9 - 6              | Maegashira 4 Este 3 - 12                | Maegashira 9 Oeste 8 - 7                 | Maegashira 8 Oeste 5 - 5 - 5                 | 39 - 46 - 5                      |
| 2008           | Maegashira 14 Este 8 - 7              | Maegashira 11 Oeste 11 - 4                | Maegashira 7 Este 7 - 8              | Maegashira 8 Este 6 - 9                 | Maegashira 11 Oeste 6 - 9                | Maegashira 14 Este 10 - 5                    | 48 - 42                          |
| 2009           | Maegashira 5 Oeste 6 - 9              | Maegashira 7 Oeste 6 - 9                  | Maegashira 12 Este 9 - 6             | Maegashira 4 Oeste 6 - 9                | Maegashira 7 Oeste 6 - 9                 | Maegashira 11 Oeste 8 - 7                    | 41 - 49                          |
| 2010           | Maegashira 11 Este 7 - 8              | Maegashira 12 Oeste 7 - 8                 | Maegashira 13 Oeste 8 - 7            | Maegashira 11 Oeste 9 - 6               | Maegashira 5 Este 4 - 11                 | Maegashira 12 Este 8 - 7                     | 37 - 53                          |
| 2011           | Maegashira 9 Este 6 - 9               | ─                                         | Maegashira 15 Este 7 - 8             | Maegashira 14 Este 3 - 12               | Jūryō 7 Oeste 6 - 9                      | Jūryō 10 Oeste 9 - 6                         | 31 - 44                          |
| 2012           | Jūryō 6 Oeste 7 - 8                   | Jūryō 8 Este 8 - 7                        | Jūryō 6 Este 7 - 8                   | Jūryō 6 Oeste 5 - 10                    | Jūryō 8 Este 7 - 8                       | Jūryō 9 Este 6 - 9                           | 40 - 50                          |
| 2013           | Jūryō 12 Este 5 - 10                  | ─                                         | ─                                    | ─                                       | ─                                        | ─                                            | 5 - 10                           |